# Гернси (коронное владение)

Острова и островки, принадлежащие Гернси, находятся к северу от острова Джерси

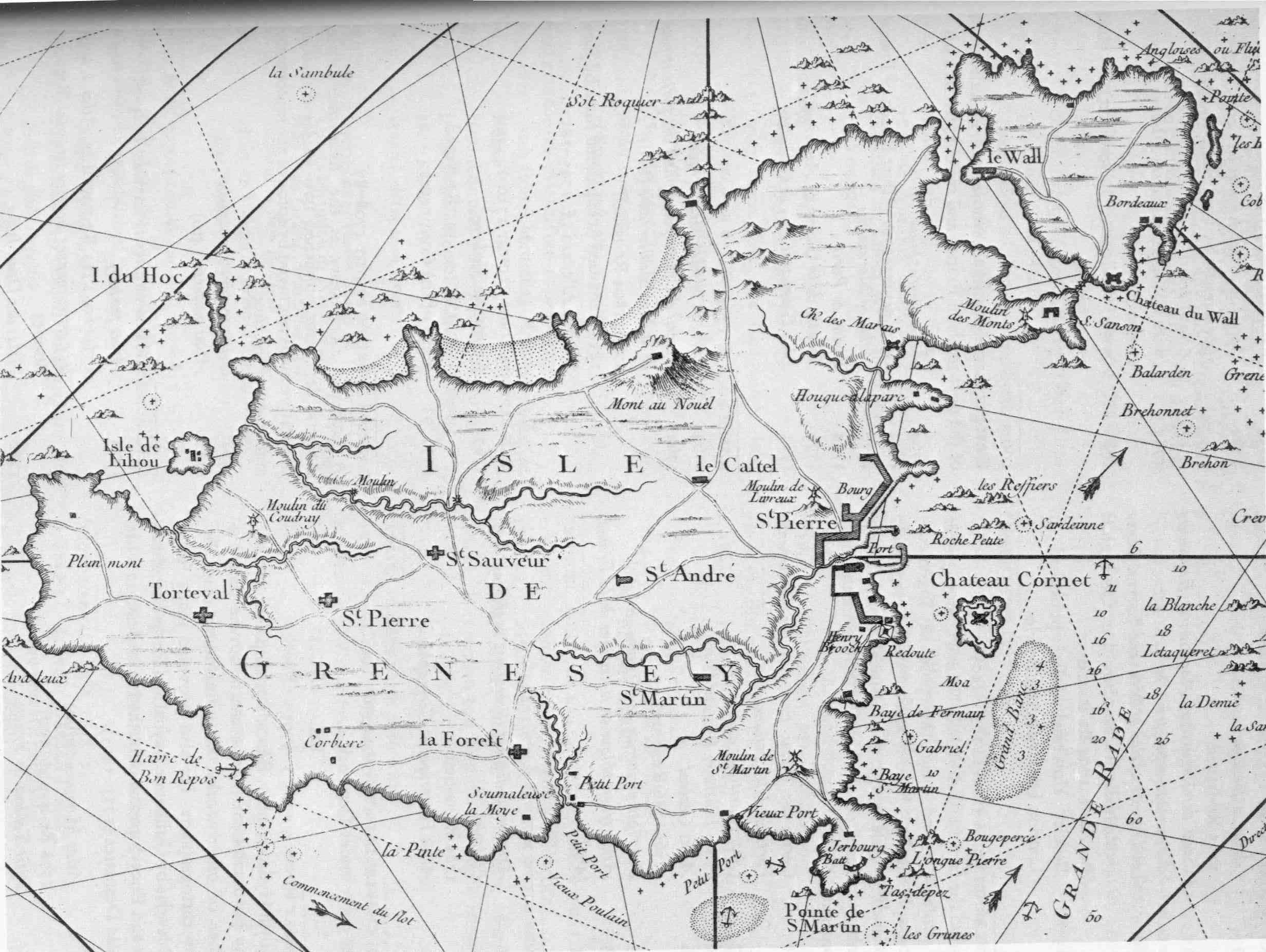
Карта Гернси 1757 года

Ге́рнси (Сарния; англ. Bailiwick of Guernsey [ˈɡɜrnzi], фр. Bailliage de Guernesey [baˈjaʒ də ɡɛʁnəˈzɛ], норманд. Bailliage dé Guernési) — коронное владение (бейливик) британской короны, но не является частью Великобритании. В его состав входит одноимённый остров в проливе Ла-Манш (один из Нормандских островов), а также ряд других маленьких островков. Столица — Сент-Питер-Порт. Официальные языки — английский, французский. 
Гернси имеет свой домен — .gg.

## Этимология
Название Guernsey происходит от древнескандинавского gron(-s-)oy — «зелёный остров» или от бретонского guern — «ольховое дерево».

## География

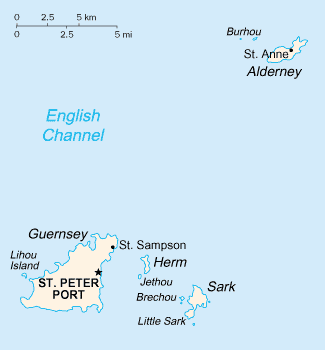
Состав коронного владения Гернси

Гернси — второй по величине (площадь — 63 км²) среди Нормандских островов. В состав коронного владения Гернси, кроме одноимённого острова, входят острова Олдерни, Сарк, Херм, Джету, Бреку, Лиху, Бурху, Каскетс, Ортак, Кревишон, Уме и множество маленьких необитаемых островков и скал. Общая площадь всей территории составляет 78 км².

## История
В 933 году Нормандские острова стали частью Нормандского герцогства. В 1066 герцог Нормандский стал английским королём Вильгельмом I. 138 лет спустя король Иоанн Безземельный потерял большую часть герцогства Нормандского, но Гернси и другие Нормандские острова остались под английским управлением. В это время остров развил свою собственную систему правления и институты парламентаризма, и сегодня — это территория с самостоятельным управлением.

## Государственное устройство
Конституция: неписаная; частично статуты, частично обычное и прецедентное право.
Главой государства является британский монарх, главой правительства является бейлиф, который назначается монархом. Монарх также назначает губернатора.
Законодательную власть осуществляет однопалатная Ассамблея сословий (Штаты Гернси), которая состоит из бейлифа, 45 народных депутатов, избираемых всеобщим голосованием, 10 представителей районных советов, 2 представителей Олдерни, генерального атторнея (НМ Procureur), генерального поверенного (НМ Comptroller) и генерального секретаря суда. Политических партий нет, все депутаты независимые.
Судебную власть осуществляет Королевский суд.

## Языки
Используется английский язык, французский язык и гернсийский диалект.

## Административное деление

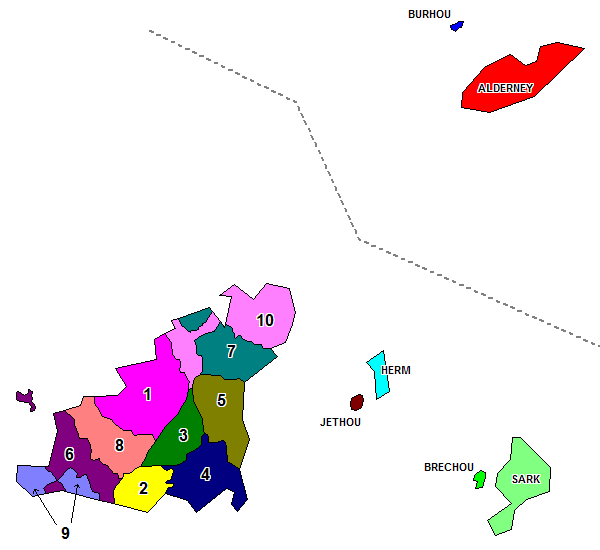
Карта приходов Гернси.

На самом острове Гернси 10 приходов, кроме того отдельным приходом является приход Сент-Энн на острове Олдерни, входящем в это коронное владение. Острова Сарк и Херм не входят ни в один из приходов, являясь самостоятельными единицами в составе бейливика.
| №   | Приходы (русск.) | Приходы (англ.)  | Приходы (гернс.)  | Население, чел. (2001) | Площадь, км² |
| --- | ---------------- | ---------------- | ----------------- | ---------------------- | ------------ |
| 1.  | Кастел           | Кастел           | Lé Casté          | 8975                   | 10,200       |
| 2.  | Ла-Форе          | Форест           | La Fouarêt        | 1549                   | 4,110        |
| 3.  | Сент-Эндрю       | Сент-Андру       | Saint Andri       | 2409                   | 4,510        |
| 4.  | Сент-Мартин      | Сент-Мартен      | Saint Martin      | 6267                   | 7,340        |
| 5.  | Сент-Питер-Порт  | Сент-Питер-Порт  | Saint Pierre Port | 16 488                 | 6,677        |
| 6.  | Сент-Пьер-дю-Буа | Сент-Пьер дю Буа | Saint Pierre      | 2188                   | 6,257        |
| 7.  | Сент-Сампсон     | Сент-Сампсон     | Saint Samsaon     | 8592                   | 6,042        |
| 8.  | Сент-Сейвьер     | Сент-Сейвиор     | Saint Sauveux     | 2696                   | 6,378        |
| 9.  | Тортевал         | Тортевал         | Tortévas          | 973                    | 3,115        |
| 10. | Ле-Валь          | Vale             | Lé Vale           | 9573                   | 8,951        |
| 11. | Сент-Энн         | St Ann           |                   | 2400                   | 7,900        |
| 12. | Сарк             | Сарк             | Sèr or Cerq       | 600                    | 5,450        |
| 13. | Херм             | Херм             | Haerme            | 60                     | 2,000        |
|     | Всего            |                  |                   | 62 770                 | 78,930       |

## Экономика
Развито растениеводство (садоводство, тепличное цветоводство, виноградарство, картофель, томаты, цветная капуста), животноводство (крупный рогатый скот, овцеводство). Практикуется рыболовство (камбала, макрель) и разведение устриц.
Значительный доход приносит жителям острова статус «налогового рая»: с 1960-х годов на острове регистрируются офшорные компании. Также развит туризм.
Остров выпускает собственные деньги — гернсийский фунт.

## Достопримечательности

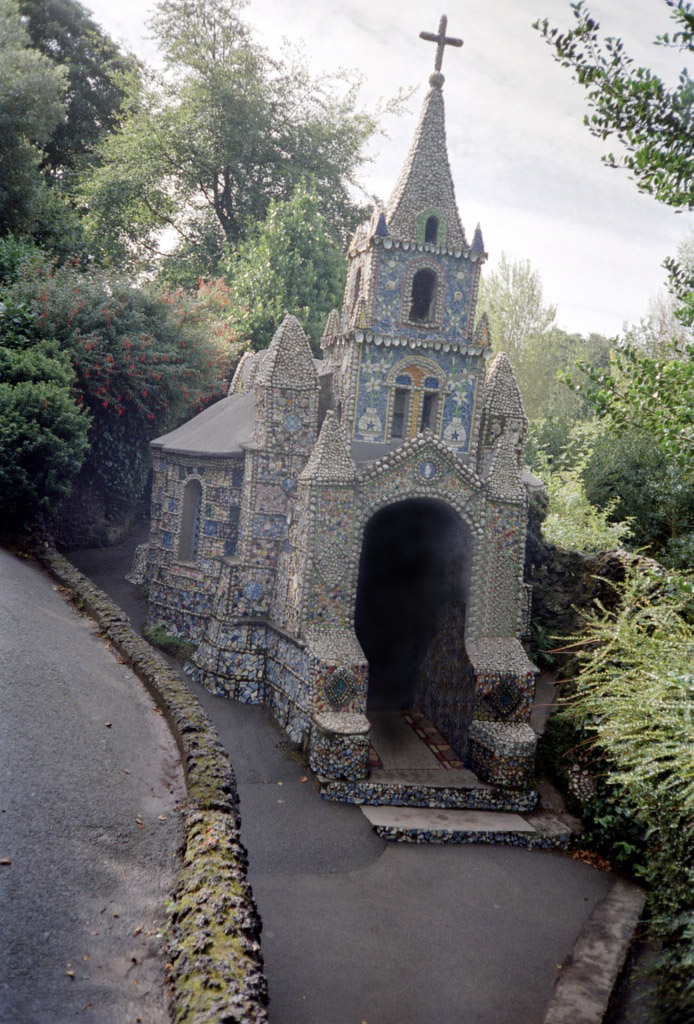
Небольшая часовня Les Vauxbelets, Гернси

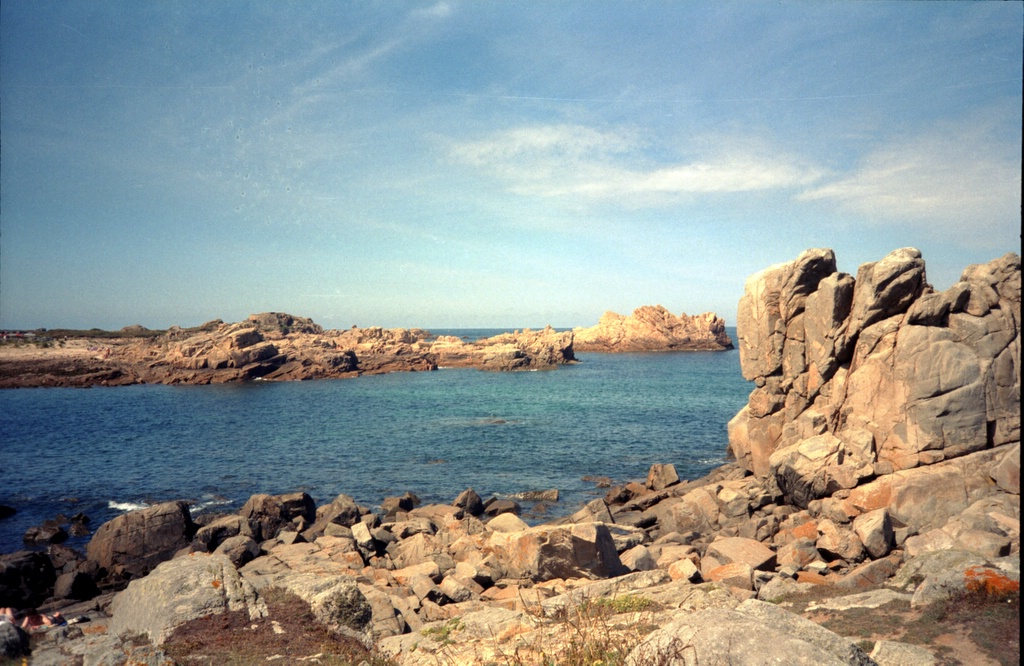
Берег в Гернси

В 1993 году была запущена программа по защите военно-исторических ценностей острова. На побережье Гернси можно увидеть множество замков, фортов, крепостей и наблюдательных вышек, которые являются наследием богатого военного прошлого острова, так как этому способствовало географическое положение.

## Остров в культуре
На острове Гернси разворачивается большинство событий романа Виктора Гюго «Труженики моря». В нём даны яркие описания природы и достопримечательностей Гернси первой половины XIX века, а также быта и нравов коренных жителей острова.
Остров также является важным «персонажем» исторического романа «Клуб любителей книг и пирогов из картофельных очистков» авторства Мэри Энн Шеффер и Энни Бэрроуз.